# Михаил Шариновски-Солунски
Михаил Шариновски-Солунски (на македонска литературна норма: Михаил Шариновски-Солунски) е австралийски общественик от Македония.

## Биография
Роден е в 1932 година в костурското село Бабчор, Гърция. Шестнадесетгодишен участва в Гражданската война (1946 - 1949) на страната на Демократичната армия на Гърция. Тежко ранен в гърдите е прехвърленв Ташкент, Съветския съюз. Активист е на така наречената Гръцка канцелария на емигрантите в Ташкент. Жени се за рускиня и има двама сина.
В 70-те години със семейството си емигрира в Австралия и се установява в Пърт. Влиза в Движението за освобождение и обединение на Македония. В 1976 година е организационен секретар на подкомитета на ДООМ за Австралия. Шариновски критикува лидера на организацията Драган Богдановски. След отвличането на Богдановски от УДБа, от 1977 година до 1982 година Шариновски е председател на ДООМ.
В 1989 година Шариновски заедно с Кръсто Шкодров, Йоте Кандовски и Янко Томов е в групата на егейците в македонската емиграция, основала подкомитета Македонски човешки права, която се фокусира върху правата на „македонците“ в Гърция и издава „Македонски патриотски билтен“. Групата е в конфликт с тази на Ристо Алтин около църквата „Свети Георги“ в Мелбърн.
В 1990-1991 година е председател на Задграничния комитет на ВМРО-ДПМНЕ за Пърт.
Умира в 1999 година в Пърт.